# علم هولندا

علم هولندا

علم هولندا هو علم يتكون من ثلاثة ألوان مصفوفة أفقياً وهي (من فوق إلى تحت): الأحمر، الأبيض والأزرق. يعد العلم الهولندي أقدم الأعلام التي لا تزال تستخدم والمتألفة من 3 ألوان مصفوفة. مع ذلك لم يكن أول أعلام هولندا. في نهاية القرن 15، توحدت معظم محافظات هولندا، فاستعمل علم واحد للحملات المشتركة. استخدم العلم لأول مرة بشكل رسمي في 19 فبراير 1937، ولكنه كان موجوداً منذ القرن 18. نسبة الطول إلى العرض هي 2:3.
استقلت هولندا عن إسبانيا في القرن 16. كان أول أعلامها يتألف من الألوان: البرتقالي، الأبيض والأزرق، وكان يسمى «العلم الأميري» (بالهولندية: Prinsenvlag)، بناء على ألوان ويليام الصامت (بالهولندية: Willem de Zwijger)، أول حاكم لجمهورية هولندا. مع مرور الوقت تلاشت الصبغة البرتقالية وأصبحت حمراء، فاستبدل اللون إلى الأحمر في منتصف القرن 18.
الجدير بالذكر أن علم هولندا يشبه إلى حد بعيد علم لوكسمبورغ. الاختلافان الوحيدان هما أن العلم الهولندي أصغر من العلم اللوكسمبورغي، وكذلك اللون الأزرق في علم هولندا أكثر قتماً، ويشبه أيضاً علم صربيا والجبل الأسود ومن قبله علم يوغوسلافيا ولكن بعكس اللونين الأزرق والأحمر مكان بعضهما البعض.
| النظام اللوني                        | الأحمر             | الأبيض        | الأزرق             |
| ------------------------------------ | ------------------ | ------------- | ------------------ |
| لونية                                | X=17.2 Y=9.0 Z=2.6 | N/A           | X=7.8 Y=6.8 Z=26.7 |
| النموذج اللوني سيان ماجنتا أصفر أسود | 0.84.77.32         | 0.0.0.0       | 76.50.0.46         |
| RGB                                  | (174,28,40)        | (255,255,255) | (33,70,139)        |
| ألوان الويب                          | #AE1C28            | #FFFFFF       | #21468B            |

## التاريخ
منذ استقلال هولندا عن إسبانيا عام 1581 عقب انتصار البروتستانت على الكاثوليك، كان العلم الهولندي ذو الألوان الثلاثة في البداية برتقالي وأبيض وأزرق، حيث كانت تلك ألوان الزينة للأمير الهولندي ويليام الصامت. في القرن السابع عشر، حل اللون الأحمر محل اللون البرتقالي كلون علم، لأن الصبغة البرتقالية المستخدمة على العلم كانت غير مستقرة، وتحولت إلى اللون الأحمر بعد التعرض للشمس. العلم الهولندي هو أقدم علم ثلاثي الألوان لا يزال قيد الاستخدام الوطني وقد أثر على علم فرنسا (منذ عقد 1790) وعلم روسيا (منذ 1693)؛ أثر كل من هذين العلمين بدوره على العديد من الأعلام الأوروبية والأفريقية الأخرى.

## أعلام مشابهة

علم صربيا والجبل الأسود
علم يوغوسلافيا
علم لوكسمبورغ
علم كرواتيا
علم باراغواي
علم تشيلي السابق (1817-1818)
علم لوس ألتوس
علم القرم

## وصلات خارجية
- علم هولندا
- علم هولندا